# Bela Vista de Goiás
Bela Vista de Goiás is een gemeente in de Braziliaanse deelstaat Goiás. De gemeente telt 21.679 inwoners (schatting 2009).

## Aangrenzende gemeenten
De gemeente grenst aan Cristianópolis, Piracanjuba, Silvânia en São Miguel do Passa-Quatro.